# 佐倉亜実
佐倉 亜実（さくら あみ、11月16日 - ）は、日本の女優、タレント。事務所はトミーズアーティストカンパニーに所属。神奈川県出身。愛称は「アミーゴ」、「アミちゃん」。
お笑いユニット・ヤンキーフォーのメンバー。

## 主な出演作品

### テレビ
- エンタの天使（日本テレビ）
- Goroプレゼンツ マイ・フェア・レディ（TBS）
- イツザイ（テレビ東京）
- 獣拳戦隊ゲキレンジャー（テレビ朝日）
- 純情きらり（NHK）

### 映画
- まだまだあぶない刑事（2005年）
- I am 日本人（2006年）
- デスノート the Last name（2006年）
- パッチギ! LOVE&PEACE（2007年）

### CM
- 三菱自動車工業（2008年）

### DVD
- DEATH FILE（2006年）

### 舞台
- 劇団前墳バックドロップス公演
  - IZO（2007年、東京芸術劇場）
  - 龍馬よ雲になりすませ（2008年、萬スタジオ）
  - 題名未定（2008年、東京芸術劇場）
  - セブンガールズ（2009年、東京芸術劇場）

### イベント
- サンアルピナ鹿島槍スキー場 「GYPSY SPIRIT summer rock FES」（2008年）
- ラゾーナ川崎（2009年）
- 石丸電気ソフト本店（2009年）
- 赤坂サカス 「夏 Sacas'09 SacasWaterPark」（2009年）
- 神宮外苑花火大会2009 軟式野球場 （2009年）
- 東京ドームシティ ラクーア （2009年）
- ROCK ON FRIDAY NIGHT（2009年11月、初台THE DOORS）